# ریچارد راش (کارگردان)
ریچارد راش (انگلیسی: Richard Rush؛ (زادهٔ ۱۵ آوریل ۱۹۲۹ – درگذشتهٔ ٨ آوریل ٢٠٢١ ) کارگردان، تهیه‌کننده، و فیلم‌نامه‌نویس اهل ایالات متحده آمریکا بود.